# Schendylops polypus
Schendylops polypus är en mångfotingart som först beskrevs av Carl Graf Attems 1928.  Schendylops polypus ingår i släktet Schendylops och familjen småjordkrypare. Inga underarter finns listade i Catalogue of Life.